# Dzwonnica w Kieżmarku

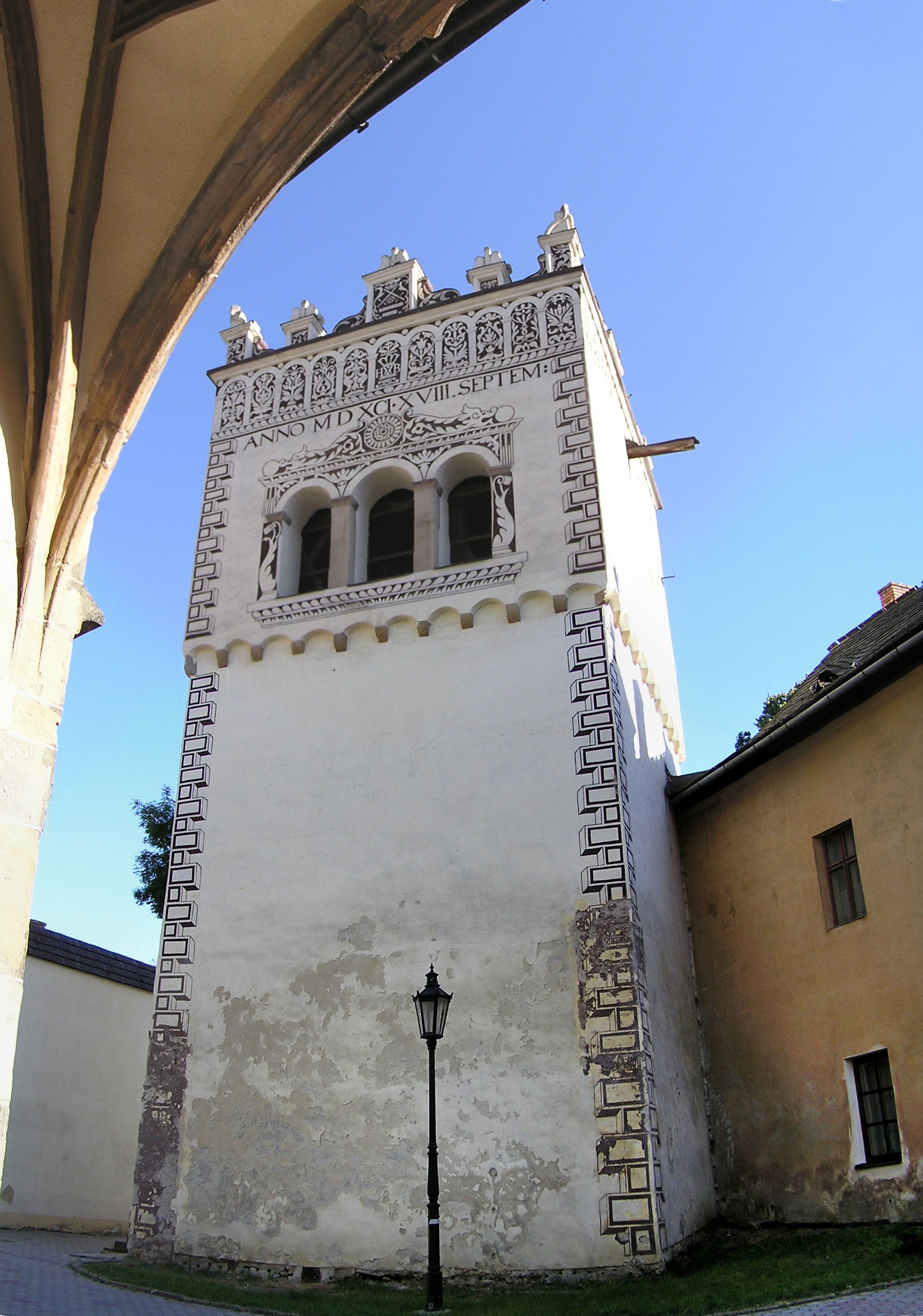
Dzwonnica w Kieżmarku

Dzwonnica w Kieżmarku – zabytkowa, renesansowa, wolnostojąca dzwonnica, wznosząca się obok kościoła św. Krzyża w Kieżmarku na słowackim Spiszu. Podobne renesansowe dzwonnice zachowały się również w innych miejscowościach na Spiszu (Strážky, Biała Spiska, Wierzbów, Spiska Sobota), ta jednak uważana jest za najpiękniejszą spiską kampanilę.
Pierwotną dzwonnicę wzniesiono jeszcze w XV w. W latach 1586–1591 została ona przebudowana w stylu renesansowym. Przebudowę wykonał mistrz Ulrich Materer z Kieżmarku, który kilka lat później (w1598 r.) pracował przy przebudowie dzwonnicy w Spiskiej Sobocie. Autorem sgraffitowej wyzdoby wieży był majster, upamiętniony inicjałami H.B.
Czworoboczna, murowana i tynkowana na biało dzwonnica posiada nieznacznie wywieszoną izbicę, w której zwracają uwagę podwójne i potrójne okna dźwiękowe. Charakterystycznym elementem zdobniczym są bogate sgraffita o motywach zwierzęcych (delfiny), roślinnych i geometrycznych, obiegające szerokim pasem całą budowlę poniżej attyki, ramujące wspomniane otwory okienne oraz imitujące boniowania na narożnikach budowli. Utworzony tą techniką napis (chronostych) mówi o dacie ukończenia budowy: Ignea ContIgerat Librae soL LVCIDVs astra hoC aVtor qVanDo ContInVaVIt opVs (Jasne słońce dotykało promiennego gwiazdozbioru Wagi, kiedy twórca kontynuował to dzieło) ANNO MDXCI. XVIII. SEPTEM (18 września 1591). Dzwonnicę wieńczy attyka z herbami cesarskiego rodu Habsburgów, Węgier i miasta Kieżmark, również wykonanymi techniką sgraffita. Według historycznych przekazów dekoracje te były pierwotnie pozłacane, skąd wzięła się dawna nazwa budowli – Złota Wieża. Najstarszy dzwon na dzwonnicy pochodzi z 1525 r. – przed zbudowaniem dzwonnicy znajdował się prawdopodobnie na wieży kościoła św. Krzyża. Pozostałe dzwony są współczesne: pochodzą z lat 80. XX w.